# Grand Prix-wegrace van Emilia-Romagna
De Grand Prix van Emilia-Romagna voor motorfietsen is een motorsportrace, die in 2020 voor het eerst in het kader van het wereldkampioenschap wegrace werd verreden. De race werd dat jaar gehouden als vervanger van een aantal andere races die vanwege de coronapandemie niet door konden gaan. Oorspronkelijk zou het een eenmalig evenement worden, maar in 2021 werd de race opnieuw gehouden, ditmaal als vervanger van de Grand Prix van Maleisië. In 2024 keerde het evenement terug op de kalender als vervanger van de Grand Prix van Kazachstan. De race wordt verreden op het Misano World Circuit Marco Simoncelli in Italië.

Misano World Circuit Marco Simoncelli

## Statistiek WK-races
| Editie | Seizoen | Circuit | Klasse | Winnaar                       | Tweede                    | Derde                     | Poleposition                  | Snelste ronde              |
| ------ | ------- | ------- | ------ | ----------------------------- | ------------------------- | ------------------------- | ----------------------------- | -------------------------- |
| 1      | 2020    | Misano  | MotoE  | Dominique Aegerter (Energica) | Jordi Torres (Energica)   | Matteo Ferrari (Energica) | Jordi Torres (Energica)       | Alex de Angelis (Energica) |
| 1      | 2020    | Misano  | MotoE  | Matteo Ferrari (Energica)     | Mattia Casadei (Energica) | Jordi Torres (Energica)   | Dominique Aegerter (Energica) | Jordi Torres (Energica)    |
| 1      | 2020    | Misano  | Moto3  | Romano Fenati (Husqvarna)     | Celestino Vietti (KTM)    | Ai Ogura (Honda)          | Raúl Fernández (KTM)          | Gabriel Rodrigo (Honda)    |
| 1      | 2020    | Misano  | Moto2  | Enea Bastianini (Kalex)       | Marco Bezzecchi (Kalex)   | Sam Lowes (Kalex)         | Luca Marini (Kalex)           | Sam Lowes (Kalex)          |
| 1      | 2020    | Misano  | MotoGP | Maverick Viñales (Yamaha)     | Joan Mir (Suzuki)         | Pol Espargaró (KTM)       | Maverick Viñales (Yamaha)     | Francesco Bagnaia (Ducati) |
|        |         |         |        |                               |                           |                           |                               |                            |
| 2      | 2021    | Misano  | Moto3  | Dennis Foggia (Honda)         | Jaume Masiá (KTM)         | Pedro Acosta (KTM)        | Niccolò Antonelli (KTM)       | Andrea Migno (Honda)       |
| 2      | 2021    | Misano  | Moto2  | Sam Lowes (Kalex)             | Augusto Fernández (Kalex) | Arón Canet (Boscoscuro)   | Sam Lowes (Kalex)             | Augusto Fernández (Kalex)  |
| 2      | 2021    | Misano  | MotoGP | Marc Márquez (Honda)          | Pol Espargaró (Honda)     | Enea Bastianini (Ducati)  | Francesco Bagnaia (Ducati)    | Francesco Bagnaia (Ducati) |
|        |         |         |        |                               |                           |                           |                               |                            |
| 3      | 2024    | Misano  | Moto3  | David Alonso (CFMoto)         | Ángel Piqueras (Honda)    | Collin Veijer (Husqvarna) | Taiyo Furusato (Honda)        | Collin Veijer (Husqvarna)  |
| 3      | 2024    | Misano  | Moto2  | Celestino Vietti (Kalex)      | Arón Canet (Kalex)        | Tony Arbolino (Kalex)     | Arón Canet (Kalex)            | Celestino Vietti (Kalex)   |
| 3      | 2024    | Misano  | MotoGP | Enea Bastianini (Ducati)      | Jorge Martín (Ducati)     | Marc Márquez (Ducati)     | Francesco Bagnaia (Ducati)    | Francesco Bagnaia (Ducati) |

## Noot
1. ↑  Officieel vond er geen telling plaats

2020 · 2021 · 2024